# Sennar

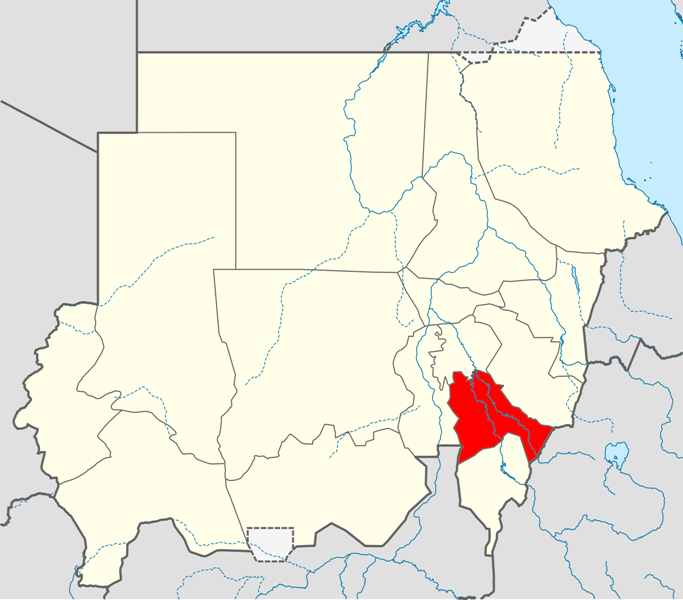
Delstatens läge i Sudan.

Sennar eller Sannar (arabiska: سنار) är en av Sudans 15 delstater (wilayat), belägen mellan Vita och Blå Nilen. Befolkningen uppgick till 1 532 085 (2006) på en yta av 37 844 kvadratkilometer. Den administrativa huvudorten är Sennar.   
Området består till största del av savann där det bedrivs en del växeljordbruk. Den stora Sennardammen har anlagts i Blå Nilen och ger vatten till konstbevattning i delstaten al-Jazira norr om Sennar.

## Administrativ indelning
Delstaten är indelad i sju mahaliyya:
- Abu Hugar
- Al Dali
- Al Dinder
- Al Souki
- East Sinnar
- Singa
- Sinnar